# Hillsong Worship

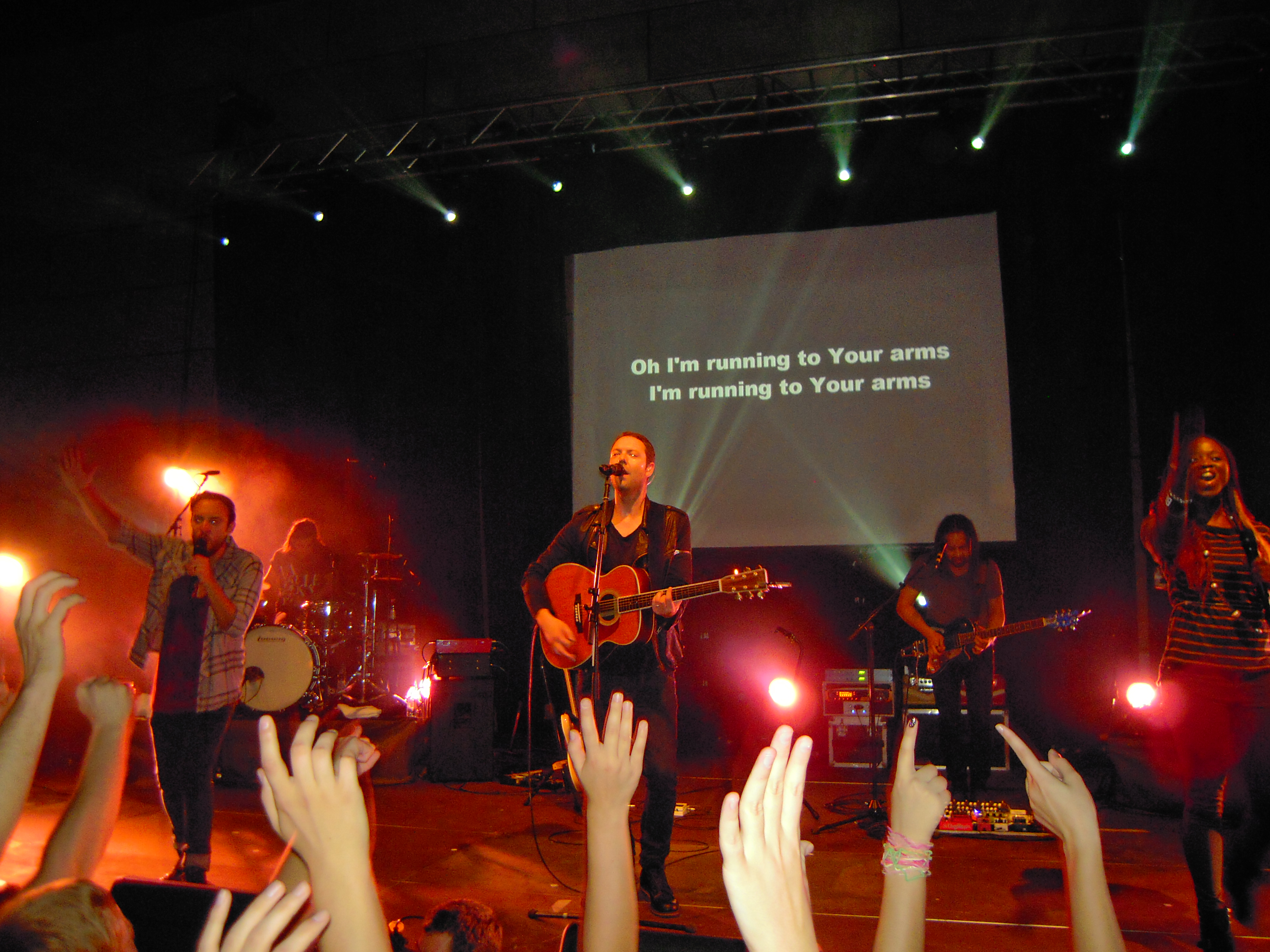
Gli Hillsong Worship in concerto nel 2011

Hillsong Worship (in precedenza chiamato Hillsong Live) è un gruppo musicale di preghiera australiano originario di Sydney, dove nel 1983 iniziarono a esibirsi presso la Hillsong Church. Quindici delle loro canzoni sono apparse nelle classifiche della rivista Billboard, con What a Beautiful Name (del 2016) che rappresenta il loro più grande successo, premiato col disco di platino negli Stati Uniti.

## Origine
La band si formò nel 1983 presso la Hillsong Church di Sydney, prima di conseguire una diffusione globale. I rispettivi membri hanno intrapreso carriere di successo individualmente, come nei casi di Darlene Zschech, Marty Sampson, Brooke Fraser, Reuben Morgan e Joel Houston. Il gruppo si chiamava Hillsong Live fino a giugno 2014, quando presero il nome di Hillsong Worship.

## Storia
Hillsong Worship ha pubblicato il suo primo album, Spirit and Truth, nel 1988. Seguirono Show Your Glory nel 1990, The Power of Your Love nel 1992, Stone's Been Rolled Away nel 1993, People Just Like Us nel 1994, Friends in High Places nel 1995, Shout to the Lord (il loro primo album in collaborazione con Integrity Music come parte della serie Hosanna! Music) nel 1996, God Is in the House nel 1996, All Things Are Possible nel 1997 e Touching Heaven Changing Earth nel 1998, By Your Side nel 1999, For This Cause nel 2000, You Are My World nel 2001, Blessed nel 2002, Hope nel 2003, fra i numerosi altri.
Dodici album -tra cui For All You've Done, God He Reigns e Mighty to Save- si sono posizionati nelle classifiche Top Christian Albums e Top Heatseekers della rivista Billboard. Gli album Savior King, This Is Our God, Faith + Hope + Love, A Beautiful Exchange, God Is Able, Cornerstone, Glorious Ruins, No Other Name e Open Heaven / River Wild sono entrati nelle classifiche di Billboard 200 e Top Christian Albums.
For All You've Done e Open Heaven / River Wild hanno raggiunto il primo posto della classifica australiana degli ARIA Charts.
Nel 2018, Hillsong Worship ha vinto il Grammy Award per la migliore performance di musica cristiana contemporanea, con il brano What a Beautiful Name.
I loro album sono stati registrati dalle etichette Hillsong Music, Sony Music, Integrity Music, Epic Records, Columbia Records e Sparrow Records.

## Membri
Di seguito si riporta un elenco parziale dei membri passati o attuali della Hillsong Worship:
- Darlene Zschech
- Geoff Bullock
- Brooke Fraser
- Joel Houston
- Ruben Morgan
- Annie Garratt
- Tarryn Stokes
- Ben Fielding
- Taya Smith

## Discografia
- Spirit and Truth (1988)
- Show Your Glory (1990)
- The Power of Your Love (1992)
- Stone's Been Rolled Away (1993)
- People Just Like Us (1994)
- Friends in High Places (1995)
- God Is in the House (1996)
- All Things Are Possible (1997)
- Touching Heaven Changing Earth (1998)
- By Your Side (1999)
- For This Cause (2000)
- You Are My World (2001)
- Blessed (2002)
- Hope (2003)
- For All You've Done (2004)
- God He Reigns (2005)
- Mighty to Save (2006)
- Saviour King (2007)
- This Is Our God (2008)
- Faith + Hope + Love (2009)
- A Beautiful Exchange (2010)
- God Is Able (2011)
- Cornerstone (2012)
- Glorious Ruins (2013)
- No Other Name (2014)
- Open Heaven / River Wild (2015)
- Let There Be Light (2016)
- The Peace Project (2017)
- There Is More (2018)
- Awake (2019)
- Take Heart (Again) (2020)
- These Same Skies (2021)

## Premi e riconoscimenti
Al 2020 il gruppo ha ricevuto un Grammy Award e nove Dove Awards.
| 2019 Billboard Music Awards\|2019 | Hillsong Worship   | Miglior artista cristiano | nominata |
| 2019 Billboard Music Awards\|2019 | There is More      | Miglior album cristiano   | nominata |
| 2019 Billboard Music Awards\|2019 | "Who You Say I Am" | Miglior canzone cristiana | nominata |

| 2017 | "What a Beautiful Name"                                     | Song of the Year                  | vincitore |
| 2017 | "What a Beautiful Name"                                     | Worship Song of the Year          | vincitore |
| 2017 | Let There Be Light                                          | Worship Album of the Year         | nominato  |
| 2017 | Let There Be Light                                          | Long Form Video of the Year       | nominato  |
| 2019 | "Who You Say I Am"                                          | Song of the Year                  | nominato  |
| 2019 | "Who You Say I Am"                                          | Worship Song of the Year          | vincitore |
| 2019 | "Who You Say I Am (Studio Version)"                         | Worship Recorded Song of the Year | nominato  |
| 2020 | Hillsong Worship                                            | Artist of the Year                | nominato  |
| 2020 | "King of Kings"                                             | Song of the Year                  | nominato  |
| 2020 | "King of Kings (Live at Qudos Bank Arena, Sydney, AU 2019)" | Worship Song of the Year          | nominato  |
| 2020 | Awake                                                       | Worship Album of the Year         | vincitore |
| 2020 | Awake (Live)                                                | Long Form Video of the Year       | vincitore |